# 弟子 (小説)
『弟子』（ていし）は、『論語』を原典とした中島敦の短編小説である。中島没後の昭和18年（1943年）2月、『中央公論』に発表された（脱稿は前年6月）。
孔子と、その愛弟子の仲由（子路）との交流を、子路の直情径行な性格ゆえの苦闘を交えつつ描いた作品。子路の性格描写のモデルは中島敦の伯父・中島斗南（斗南先生）だと見られている（斗南先生#作品研究・評価も参照）。

## あらすじ
子路が、孔子の門弟となってから衛の政変で死ぬまでの話である。孔子に弟子入りした子路が、その直情径行な性格と儒学との大きな差の中で苦しみつつ学んでいく姿や、子路を叱りつつも彼を愛した孔子の姿が情感豊かに描かれている。
物語の最後は、政変に巻き込まれて死んだ子路が塩漬けにされたと聞いた孔子が、塩断ちをしてその死を悲しむ。

## おもな収録書籍
- 『李陵』〈文學新輯4〉（小山書店、1946年2月）
  - 収録作品：「李陵」「弟子」
- 『山月記・李陵 他九篇』（岩波文庫、1994年7月）
  - 解説：氷上英廣。註：飯倉照平。初出一覧
  - 収録作品：「李陵」「弟子」「名人伝」「山月記」「文字禍」「悟浄出世」「悟浄歎異」「環礁―ミクロネシヤ巡島記抄―」「牛人」「狼疾記」「斗南先生」
- 『李陵・山月記』（新潮文庫、2003年12月15日）
  - 解説：瀬沼茂樹。注解：三好行雄
  - 収録作品：「山月記」「名人伝」「弟子」「李陵」